# Archibald Warden

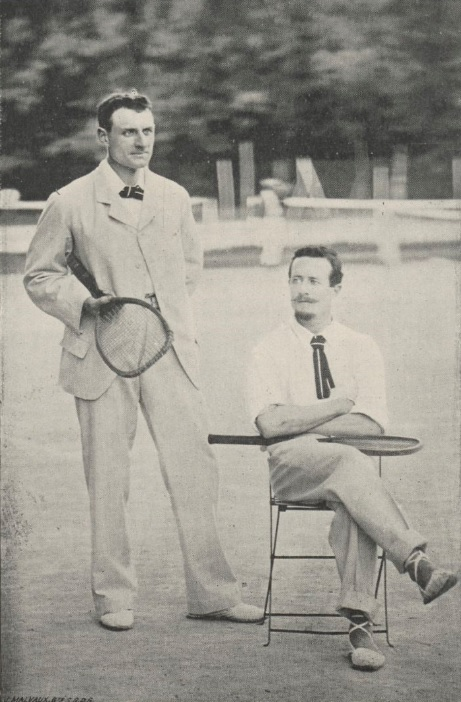
Warden (r.), 1896

Archibald Adam Warden (* 11. Mai 1869 in Edinburgh, Schottland; † 7. Oktober 1943 in Cannes, Frankreich) war ein schottischer Tennisspieler.
Warden machte seinen Abschluss als Arzt 1893 an der University of Glasgow. Seine erste Praxis war in Glasgow, ehe er vor 1900 nach Paris zog, wo er auch seinen Doktor der Medizin bekam.
Sein erstes Tennisturnier, die East of Scotland Championships at St. Andrews, spielte Warden 1891. Bei den Olympischen Sommerspielen 1900 in Paris nahm Warden an den Tenniswettbewerben teil: im Mixed spielte er gemeinsam mit der aus Böhmen stammenden Hedwig Rosenbaum. Die beiden wurden im Halbfinale geschlagen – sie unterlagen der Französin Yvonne Prévost und dem Briten Harold Mahony in zwei Sätzen mit 3:6, 0:6 – und gewannen damit Bronze. Im Einzel schied Warden im Viertelfinale und im Herrendoppel mit Charles Sands in der ersten Runde aus. Im darauffolgenden Jahr erreichte Warden das Viertelfinale der Paris International Championship, wo er Max Décugis unterlag. Die meiste Zeit spielte Warden Turniere an der Côte d’Azur, da er zu Beginn des 20. Jahrhunderts nach Cannes gezogen war. Sein letztes Turnier spielte er im Alter von 67 Jahren. Sein Sohn Kay war ebenfalls begeisterter Tennisspieler.